# Pfarrkirche Pöls

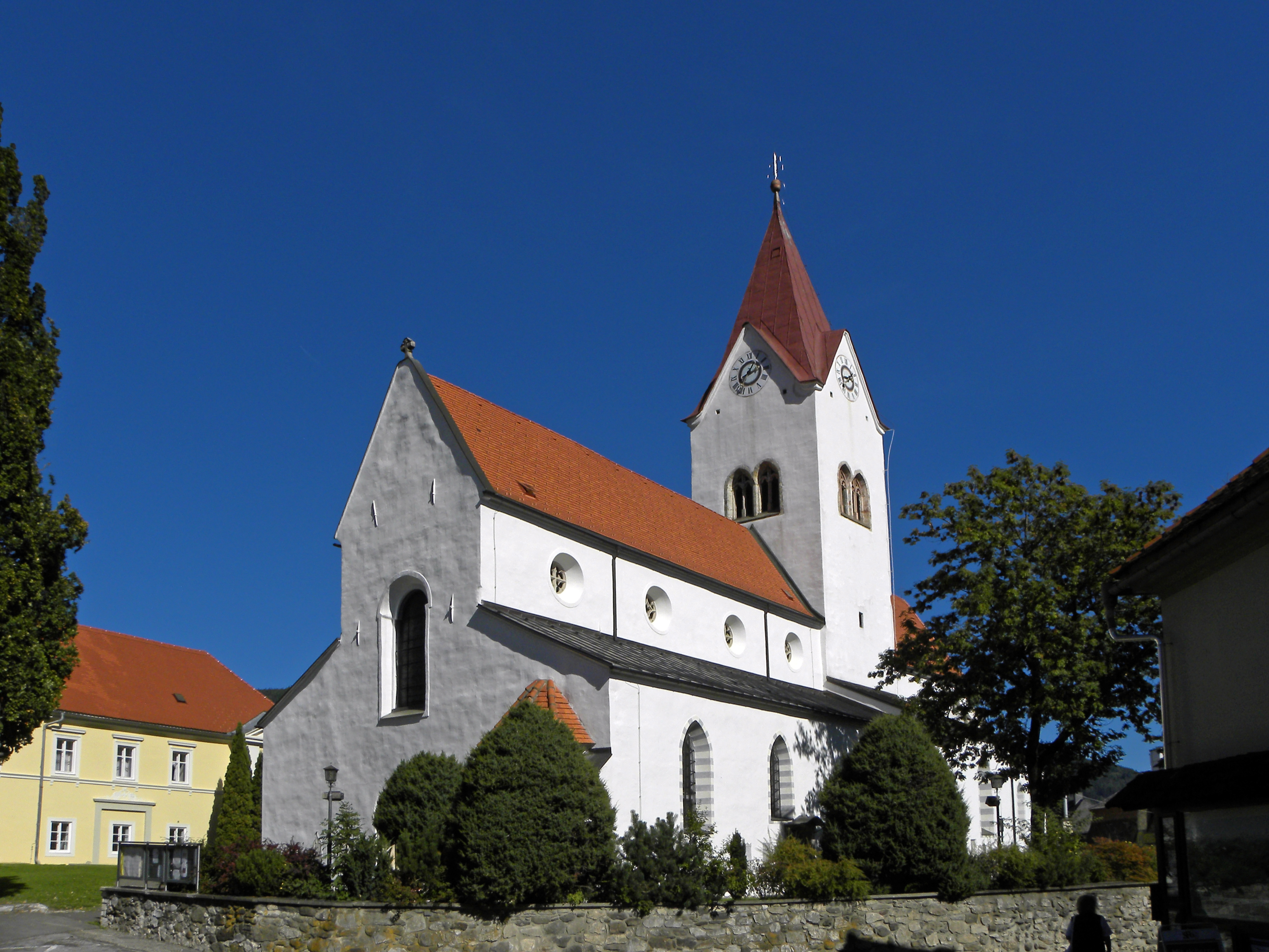
Katholische Pfarrkirche Mariä Himmelfahrt in Pöls

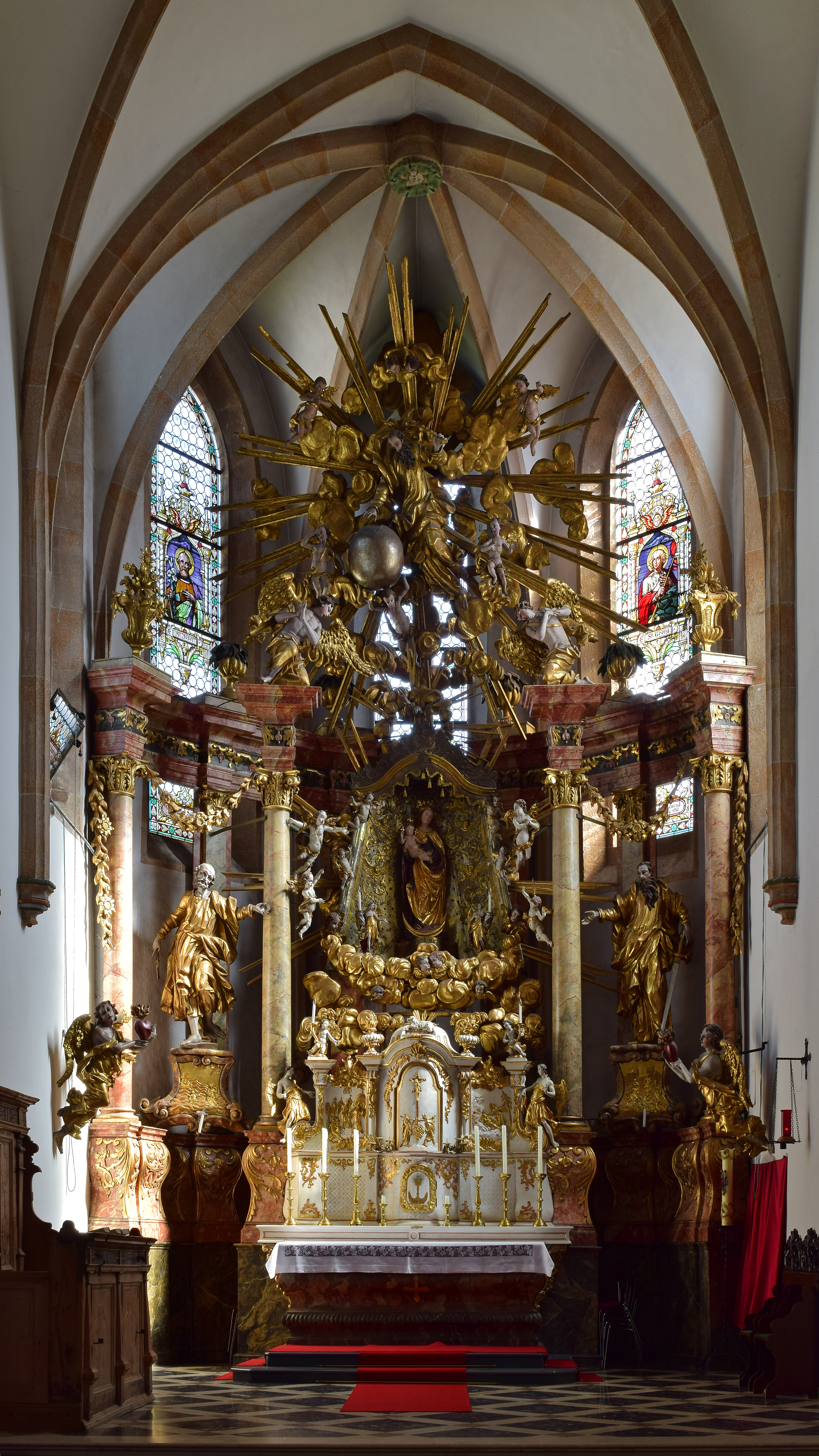
Langhaus, Blick zum Chor

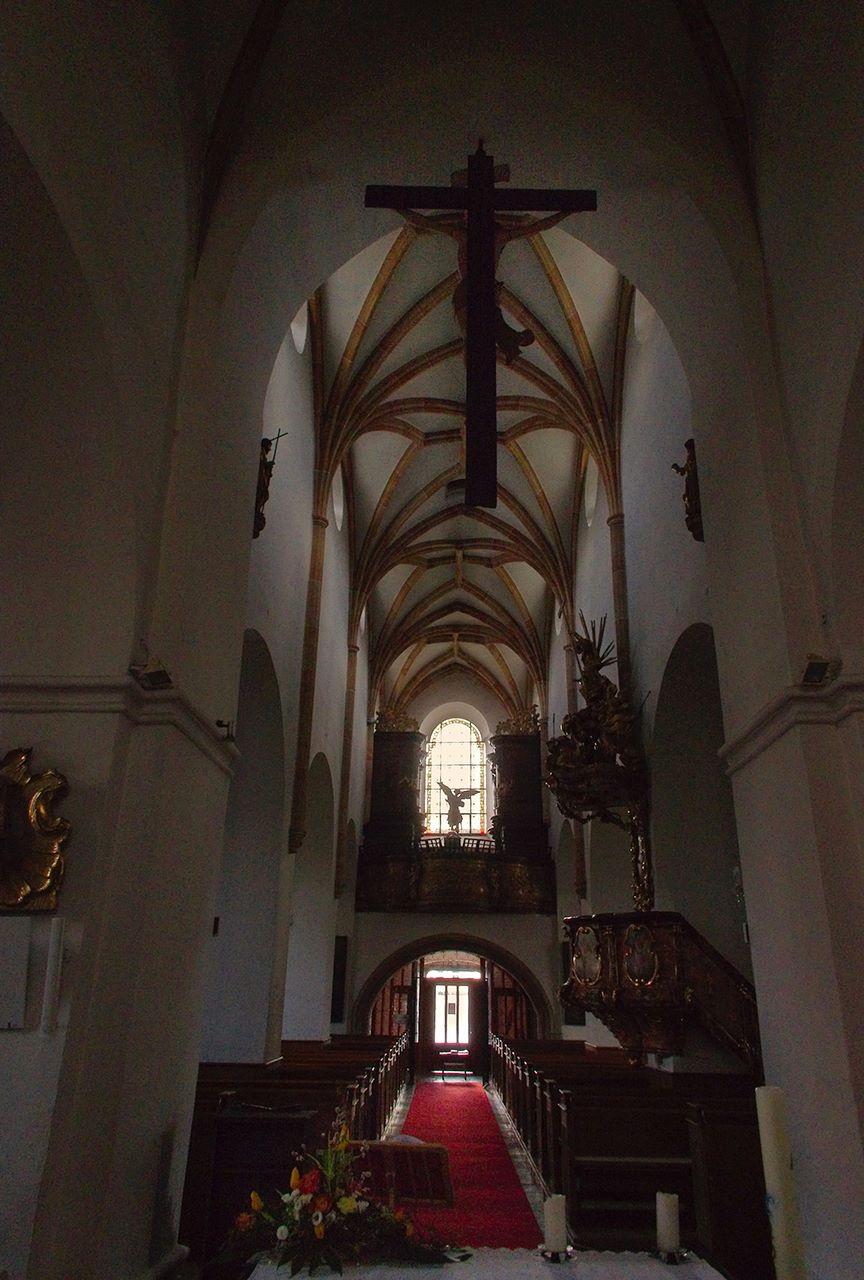
Langhaus, Blick zur Empore

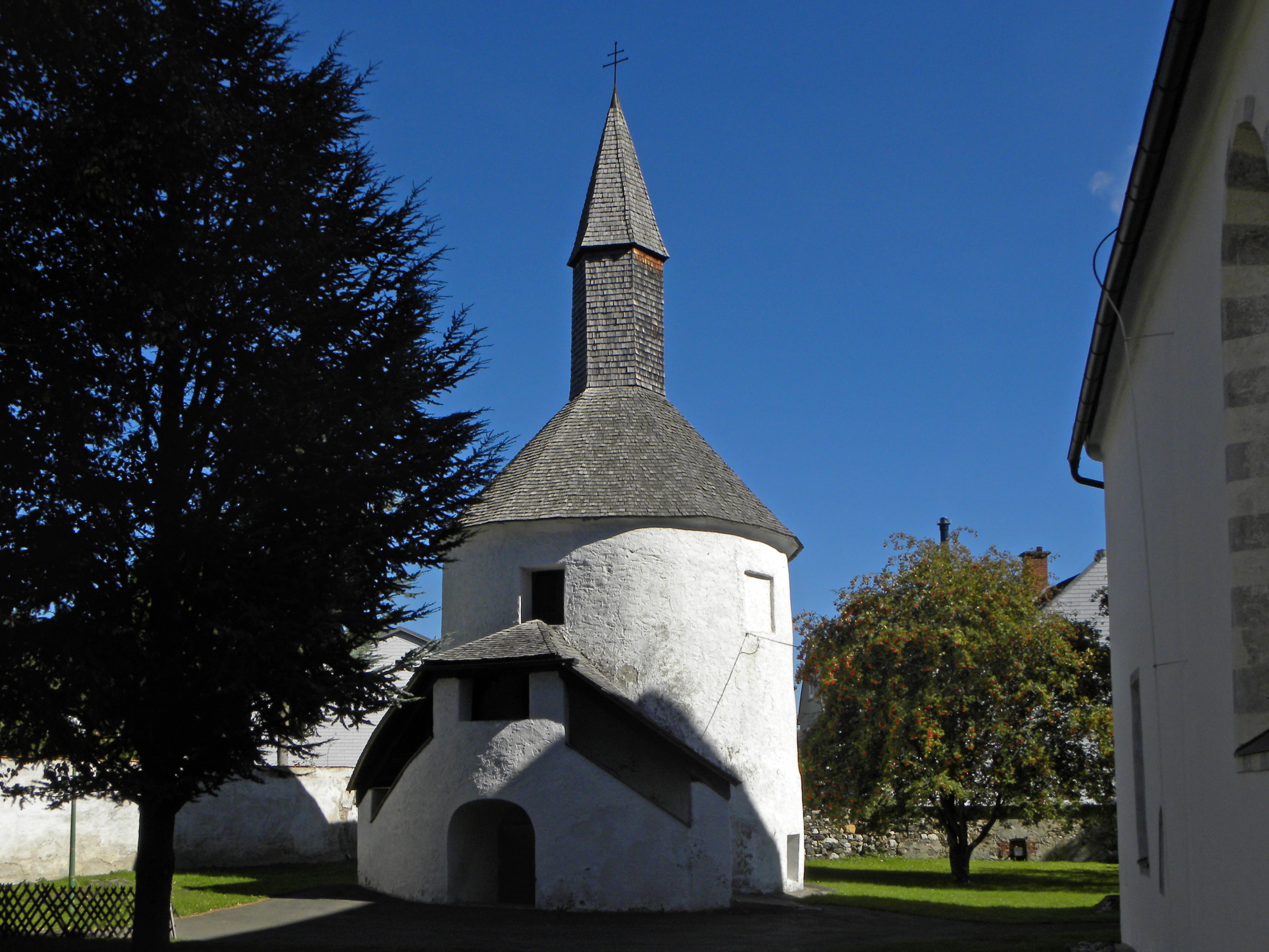
Rundkarner im Kirchhof

Die römisch-katholische Pfarrkirche Pöls steht in der Kirchsiedlung Pöls in der Marktgemeinde Pöls-Oberkurzheim im Bezirk Murtal in der Steiermark. Die dem Patrozinium Mariä Himmelfahrt unterstellte Pfarrkirche gehört zur Region Obersteiermark West der Diözese Graz-Seckau. Die Kirche und der Friedhof stehen unter Denkmalschutz (Listeneintrag).

## Geschichte
Bei der urkundlich 1147 genannten Kirche handelte es sich wohl eine frühe Kirchengründung des 9./10. Jahrhunderts im unteren Pölstal. Von 1729 bis 1786 war sie Sitz eines Archidiakonates.
Die romanische Pfeilerbasilika mit einem Vierungsturm und einem Querschiff aus dem 12. Jahrhundert erhielt im 14. Jahrhundert einen gotischen Chor. Die Basilika wurde um 1440 bis 1458 eingewölbt. Bei einem Türkeneinfall 1480 erfolgte ein Brand, daraufhin wurde die Kirche zu einer Wehrkirche mit einem einheitlichen Satteldach ausgebaut, diese Aufbauten wurden bei der Restaurierung 1891/1893 abgetragen, um die Hochschiffmauern wieder freizulegen. Der obere Bereich des Vierungsturmes ist spätgotisch. Kleine barocke Seitenkapellen wurden 1730/1733 erbaut wie auch das Westfenster eingebaut. Weitere Restaurierungen erfolgten 1971/1974 und außen 1981.

## Architektur
Das Kircheninnere zeigt eine dreischiffige vierjochige romanische Pfeilerbasilika mit einem anschließenden schwach breiteren Querschiff mit einem Vierungsturm. Der gotische einjochige Chor schließt mit einem Fünfachtelschluss und hat eine gotische Sessionsnische.

## Einrichtung
Im Chorschluss steht ein füllender Säulenhochaltar aus 1735, wie alle übrigen Altäre 1730/1735 und die Kanzel 1741 ein Werk von Balthasar Prandtstätter und seiner Werkstatt.
Von der Orgel von Josef Mitterreiter 1756 ist nur noch das Prospekt vorhanden. Das zweite Prospekt und Werk entstand 1858. Die neue Orgel ist aus 1974.

## Rundkarner
Der romanische zweigeschoßige Rundkarner im Kirchhof hat östlich eine stark vortretende Halbrundapsis und trägt einen Dachreiter mit Holzschindeldeckung. Das Portal hat einen zweiläufigen Aufgang.

## Grabdenkmäler
- Bemerkenswerter Grabstein zu Katharina Perner gestorben 1545 mit Relief Kniefigur der Verstorbenen, Wappen und schöner Renaissance-Inschrift.
- Wappengrabsteine zu Bernhart von Moosheim 1520, Pfarrer Wolfgang von Clavenau (Klaffenau) gestorben 1639, Franz Josef Freystetter gestorben 1755.